# Attentat du train Thalys le 21 août 2015
L’attentat du train Thalys le 21 août 2015 est une tentative terroriste avortée par armes à feu qui s'est déroulée à bord du train Thalys no 9364 reliant Amsterdam à Paris sur la ligne LGV Nord, alors que celui-ci se trouve aux alentours de la commune d'Oignies, dans le Pas-de-Calais.
L'attaque, projetée par Ayoub El Khazzani, un ressortissant marocain proche de l'islamisme radical, est déjouée par des passagers du train dont des militaires américains en vacances, qui immobilisent le terroriste. En 2020, l'agresseur est jugé pour tentatives d'assassinats, association de malfaiteurs et détention d'armes, le tout en relation avec une entreprise terroriste. Le 8 décembre 2022, il est condamné en appel à la réclusion à perpétuité.
La même cellule terroriste franco-belge, constituée autour d'Abdelhamid Abaaoud et dirigée depuis Raqqa, prépare, coordonne et commet également les attentats déjoués à Verviers en janvier 2015, les attentats du 13 novembre 2015 en France et les attentats du 22 mars 2016 à Bruxelles.

## Contexte
L’événement survient à la suite d'une série d'actes terroristes liés au salafisme djihadiste, perpétrés sur le territoire français entre 2010 et 2015, et dans un contexte de mondialisation du terrorisme islamiste. Les assaillants nient systématiquement leur implication lors des tentatives avortées.

## Déroulement des faits

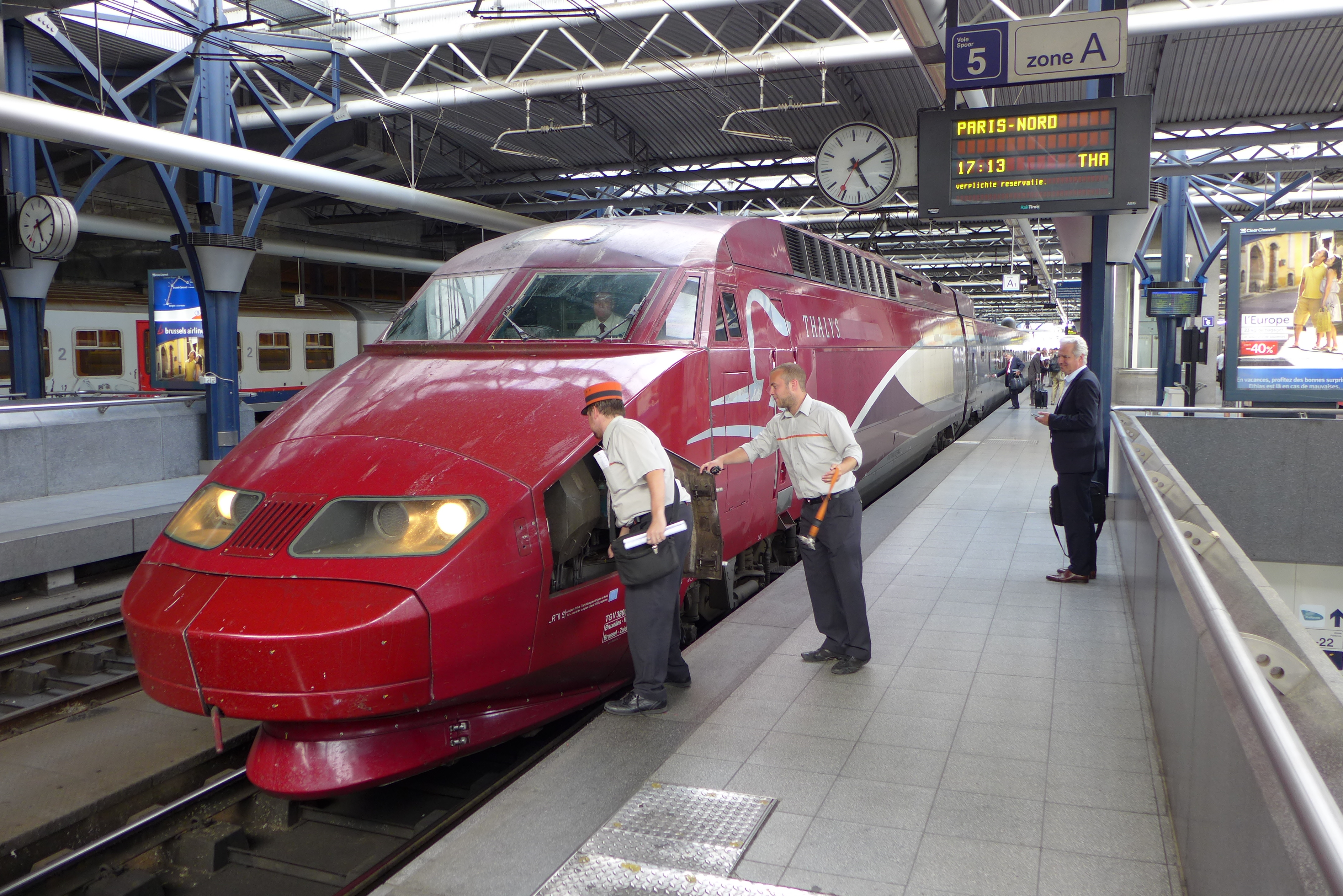
Le train Thalys no 9364 au départ de la gare de Bruxelles-Midi en juin 2014.

Carte des principales lignes empruntées par le Thalys.

Le vendredi 21 août 2015 vers 17 h 50, un individu de 26 ans, armé d’un fusil d'assaut Kalachnikov (type AKM) avec neuf chargeurs pleins, d’un pistolet automatique Luger 9  mm et d’un cutter, monte en gare de Bruxelles-Midi à bord du train à grande vitesse Thalys no 9364 reliant Amsterdam à Paris. Peu après le passage du convoi en France à Oignies (Pas-de-Calais), il ouvre le feu dans le train.

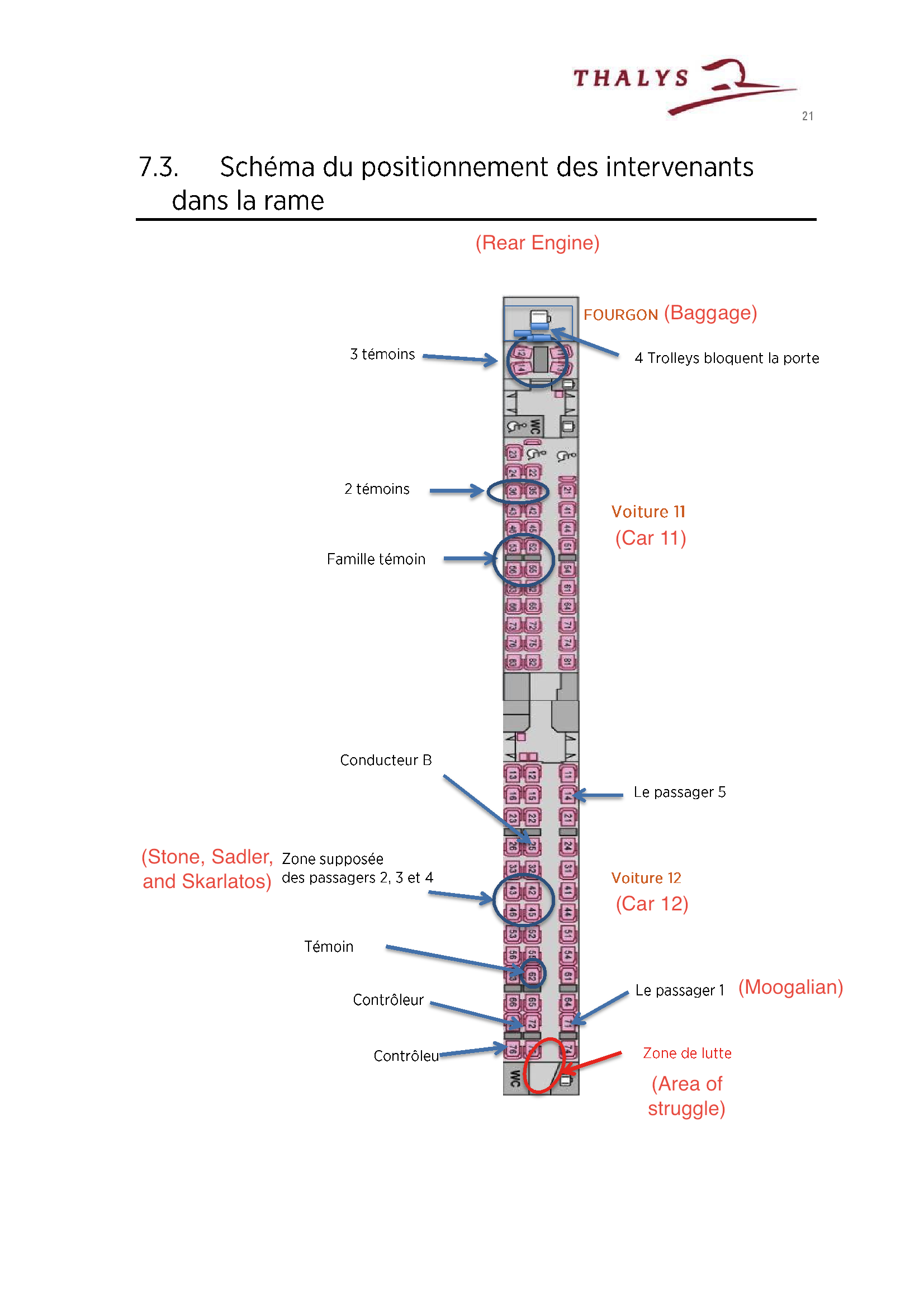
Diagrame de l'attaque du train provenant du rapport interne de Thalys.

Alors que l'assaillant sort des toilettes, un premier voyageur, « Damien A. », un Français âgé de 28 ans tente de le désarmer. Un autre passager, Mark Moogalian, un Franco-Américain de 51 ans, vient au secours du voyageur français ; il empoigne à son tour le fusil d'assaut du tireur et parvient à s'en emparer. Le tireur sort alors son pistolet Luger et fait feu, atteignant Moogalian dans le haut du dos et lui reprenant le fusil d'assaut,,,.
Le tireur entre alors dans la voiture 12 du train. Pendant qu'il tente d'ouvrir le feu, son arme semble avoir une défaillance. Deux passagers américains en vacances, Alek Skarlatos (militaire de réserve de la Garde nationale américaine) et Spencer Stone (ambulancier de l'US Air Force), se jettent à mains nues sur le tireur et l'immobilisent. Ensuite, aidés par le Britannique Chris Norman et l'étudiant américain Anthony Sadler, ami d’enfance de Stone et Skarlatos, ils désarment l’agresseur et le maîtrisent. Un autre passager français, conducteur de trains en repos, participe également à la lutte.
Au cours de la lutte, Stone est blessé à coups de cutter à la main et au cou, ce qui ne l’empêchera pas de porter secours à Moogalian, touché par le tir du pistolet,. Une fois la situation maîtrisée, Skarlatos et Sadler courent vers les autres  voitures pour annoncer la fin du drame aux passagers choqués et pour chercher une trousse de secours. Sadler essaya également d'entrer dans la motrice à deux reprises, sans y parvenir, les employés de Thalys s'étant enfermés à l’intérieur.
Entre 18 h et 18 h 30, l'individu est interpellé en gare d'Arras (Pas-de-Calais) vers laquelle le Thalys a été dérouté. Pris en charge dans un gymnase proche, les 554 passagers du train voient leurs identités vérifiées et leurs bagages fouillés avant d’être acheminés dans la nuit à Paris. Lors de l'enquête, la police technique et scientifique française ne retrouve dans le train qu’un seul étui (« douille » d’arme légère).
À 19 h 30, le ministre de l’Intérieur français, Bernard Cazeneuve, se rend à Arras. Peu avant 21 h, le président de la République, François Hollande, indique que « tout est mis en œuvre pour faire la lumière » sur cette affaire. L’Élysée précise une heure après que le président français et le Premier ministre belge, Charles Michel, « sont convenus au téléphone de coopérer étroitement » dans l’enquête. Quelques minutes après, la section antiterroriste du parquet de Paris se saisit de l’enquête.
Le lendemain 22 août, le suspect, transféré tôt le matin dans les locaux de la sous-direction anti-terroriste (SDAT) à Levallois-Perret (Hauts-de-Seine), nie être un terroriste, une version qui ne tient pas du fait des investigations en cours. Vers 16 h, le gouvernement belge décide de renforcer les mesures de sécurité dans les trains et les gares du pays. Vers 17 h, le Premier ministre français, Manuel Valls, annonce que la SNCF va mettre en place un « numéro national de signalement des situations anormales dans les trains et les gares », numéro qui existait déjà pour traiter les cas d'urgence ou d'agression dans les trains.

## Profil du suspect
Le suspect interpellé dans le train n'étant pas muni de ses documents d'identité lors de son arrestation, son identité est d'abord fondée sur ses déclarations aux forces de l'ordre. L'identité fournie correspond à celle d'un Marocain de 26 ans fiché dans trois pays comme islamiste radical, dont la France, où il fait l'objet d'une fiche S (pour « sûreté de l’État »).
Le 22 août vers 19 h 30, l'homme est formellement identifié comme étant Ayoub El Khazzani, un ressortissant marocain qui résidait en Espagne en 2014 et en Belgique en 2015. Il a été signalé en février 2014 aux services français par leurs confrères espagnols comme appartenant à la mouvance islamiste radicale. Il est localisé à Berlin le 10 mai 2015 et aurait embarqué pour la Turquie, puis la Syrie, avant de revenir en France.
D'après les médias, le terroriste est connu pour avoir fréquenté des mosquées radicales et s'être rendu en Syrie. L'homme portant cette identité a participé à un trafic de drogue, pour lequel il a été condamné à une peine de détention en Espagne. En mars 2014, des informations à son sujet ont été transmises à la France, en raison de sa volonté de quitter son domicile d'Algésiras pour s'établir en France. Son basculement dans l'islam radical semble remonter à la fréquentation, dès 2010, de la mosquée Taqwa d'Algésiras, un lieu de culte aux prêches virulents dont le trésorier est son frère.
Il dément toute volonté terroriste, expliquant qu'il voulait « braquer » les voyageurs. Selon les trois Américains qui ont maîtrisé le forcené, il n'y avait aucun doute que l'agresseur voulait commettre un attentat et non rançonner les voyageurs : « On n'a pas besoin de huit chargeurs pour dévaliser un train », indique Anthony Sadler. Selon Alek Skarlatos, « il avait beaucoup de munitions, ses idées étaient vraiment claires ».
Interrogé par la justice française, il revient sur ses précédentes déclarations et reconnaît le 14 décembre 2016 son implication dans l'attaque djihadiste. Son avocate Sarah Mauger-Poliak explique qu'il aurait eu « une cible précise, déterminée » et « qu'il n'était pas là pour faire un massacre de masse et tuer n'importe qui. [...] Pas du tout ». Signalé pour islamisme radical par les services de renseignements espagnols, où il a vécu plusieurs années, il avait séjourné en Belgique à Molenbeek-Saint-Jean, foyer de terrorisme en Belgique. Il tente plusieurs fois de prendre l'avion en Turquie pour pénétrer dans l’espace Schengen, mais est refoulé faute de passeport adéquat. Il reçoit alors l'instruction d'attendre un nommé « Hamza » et l'ouverture de corridors pour les réfugiés. « Hamza » est identifié ultérieurement comme Bilal Chatra, un Algérien de 20 ans, qui est interpellé en Allemagne en juillet 2016. Les enquêtes sur les actes terroristes de 2015 et 2016 ont mis en évidence que, de retour de Syrie à l'été 2015, il a voyagé avec le djihadiste Abdelhamid Abaaoud. Ils sont arrivés à Budapest le 1er août en se mêlant aux migrants et ont séjourné dans le même hôtel. Le 4 août, Abaaoud quitte la Hongrie pour l'Autriche en voiture, alors qu'El Khazzani part en train le lendemain.

## Polémiques
L'acteur français Jean-Hugues Anglade, présent avec ses enfants et sa compagne dans le train lors de la fusillade, se blesse légèrement à la main en voulant accéder au marteau brise-vitre,. Dans les heures qui suivent, il blâme l'attitude du personnel de la compagnie Thalys, estimant que celui-ci a abandonné les passagers pendant l'attentat,. Le magazine Le Point remet en cause la pertinence de son propos et un contrôleur la véracité de son témoignage.
La société Thalys, par l'intermédiaire de sa directrice générale Agnès Ogier, réagit et défend ses employés : « ils ont rempli leur devoir », et précise « Lui et tous les passagers ont vécu un choc, tout s'est passé très vite. Nous avons tous besoin d'un peu de temps pour comprendre ce qui s'est passé ». L'acteur est reçu le 23 août 2015 par Agnès Ogier et le président de la SNCF, Guillaume Pepy et un communiqué de presse conjoint est publié, dans lequel il est indiqué que le témoignage incontestable de Jean-Hugues Anglade, comme celui des autres passagers, sera pris en compte dans l'enquête interne de la société Thalys.
L'avocat d'Ayoub El Khazzani dénonce pour sa part le traitement réservé à son client pendant son transfert au palais de justice,,,,. La chaîne I-Télé est mise en garde par le parquet de Paris pour avoir diffusé une photographie du suspect menotté,.

## Enquêtes
Deux enquêtes distinctes ont été ouvertes par les autorités : une en France, une autre en Belgique. Par ailleurs, la société Thalys mène une enquête interne.

### Enquête française
Le 21 août 2015, la section antiterroriste du parquet de Paris se saisit de l’enquête « au vu de l’armement utilisé, du déroulé des faits et du contexte ».
Au vu des faits qui lui sont reprochés, le suspect est placé en garde à vue pour une durée qui peut être portée à 96 h. D'après la police, par son mode opératoire, cette attaque ressemble à une attaque terroriste.
Dans la nuit du 25 au 26 août 2015, l'auteur de l'attaque, Ayoub El Khazzani, est mis en examen pour tentatives d'assassinats, association de malfaiteurs et détention d'armes, le tout en relation avec une entreprise terroriste. Conformément aux réquisitions du parquet, il est placé en détention provisoire. Selon le procureur de la République de Paris, François Molins, El Khazzani a été neutralisé « avant qu'il ne passe à l'acte et ne provoque un véritable carnage ». Le procureur indique que, avant l'attaque, l'assaillant s'est motivé en consultant à bord du Thalys, depuis un téléphone mobile activé quelques heures auparavant pour éviter tout repérage, un fichier sonore diffusé sur YouTube dans lequel un inconnu exhortait ses fidèles « au combat et à la prise des armes au nom du Prophète ». Il ajoute que l'assaillant avait une « attitude résolue » lors du passage à l'acte et a fait « usage de toutes ses armes » pour tenter d'éliminer ceux qui s'opposaient à lui dans le train. François Molins estime que le « projet » de l'assaillant « apparaît ciblé et prémédité ».
Le 23 novembre 2017, lors d'un interrogatoire devant le juge d'instruction, El Khazzani affirme : « Personnellement, j'ai pas pu tuer. J'avais deux armes avec moi. Intérieurement, j'étais détruit psychiquement, mais à la dernière minute, je n'ai pas pu ». Il affirme également avoir refusé la ceinture d'explosifs que lui proposait son donneur d'ordres, Abdelhamid Abaaoud : « J'étais contre le fait de massacrer des gens », mais ajoute : « En garde à vue, très honnêtement, j'ai regretté de ne pas avoir tué, après avoir vu tout ce qui se passe en Syrie ». Lors d'un précédent interrogatoire en décembre 2016, El Khazzani a affirmé qu'Abaaoud lui a « dit que la cible était le Thalys où [il] devait attaquer des Américains », et qu'il lui aurait donné pour consignes d'acheter un billet pour le train de 17 heures, et de monter dans la rame 12. Ensuite, selon lui : « Je me suis dirigé vers les Américains (...) A un moment, un Américain, un grand, m'a fixé, il était loin de moi. Je l'ai vu de face et je n'ai pas pu le tuer ».

### Enquête belge
Le parquet fédéral belge, d'après son porte-parole, ouvre une enquête le 22 août 2015. Il estime que la Belgique est concernée par le fait qu'une personne lourdement armée a pris le train en gare de Bruxelles-Midi, en Belgique. Le 30 octobre 2017 une équipe commune d’enquête franco-belge procède à quatre interpellations en région bruxelloise et en Wallonie. Deux des quatre hommes ont été inculpés de « participation aux activités d’un groupe terroriste », l'un d'entre eux en qualité de « dirigeant » puis tous les deux sont écroués en Belgique. Ce sont les premières inculpations dans ce pays. Les deux hommes sont soupçonnés d’avoir aidé le terroriste Ayoub El Khazzani.

### Enquête sur l'activité antérieure du terroriste
Selon une étude du Centre d’analyse du terrorisme dirigé par Jean-Charles Brisard et publiée en novembre 2016 par la revue américaine spécialisée Sentinel, Ayoub El Khazzani serait entré en Europe durant l'été 2015 en compagnie d'Abdelhamid Abaaoud (responsable opérationnel des attentats du 13 novembre 2015 en France), leur présence étant prouvée le 1er août 2015 en Hongrie.
Entrés par le poste-frontière avec la Serbie de Röszke dissimulés dans un groupe de migrants, ils passent quelques nuits au Swing Hotel de Budapest puis El Khazzani se rend en Autriche en train,. Abdelhamid Abaaoud, le coordinateur des attentats parisiens, aurait été le donneur d'ordres d'El Khazzani. Un plan d'attaques aurait donc été prédéfini ; l'attaque du train était la première programmée avant les attentats parisiens, qui se déroulèrent quelques mois plus tard, en novembre 2015. Le 14 décembre 2016, Ayoub El Khazzani, interrogé par un juge d'instruction parisien, retrace notamment ses liens avec Abaaoud. Il confirme que l'un et l'autre se connaissaient bien, reconnaissant aussi qu'il s'était rendu en Syrie. Son avocate affirme par ailleurs qu'il « avait dans le train une cible particulière » dans la voiture 1.

### Enquête interne de la société Thalys
À l'initiative du président de la SNCF Guillaume Pepy, une enquête interne est lancée afin de faire la lumière sur le déroulement des événements lors de l’attaque .
Les résultats de cette enquête, publiés le 18 septembre 2015, concluent que les « réactions du personnel ont permis de répondre au mieux à la situation » et préconisent quelques améliorations en matière de formation du personnel ou de communication à l'intérieur des trains.

## Procès
Du 16 novembre au 17 décembre 2020, Ayoub El-Khazzani est jugé par la cour d'assises spéciale de Paris. Il est condamné à la peine maximum, la réclusion criminelle à perpétuité assortie d'une période de vingt-deux ans de sûreté.
Bilal Chatra, l’éclaireur algérien qui avait permis au terroriste et à son donneur d’ordre, Abdelhamid Abaaoud, de rentrer de Syrie en leur ouvrant la route des Balkans, est condamné pour complicité à vingt-sept ans de réclusion. Également mis en cause dans les attentats du 13 novembre 2015, le belge Mohamed Bakkali, qui aurait convoyé El-Khazzani et Abaaoud jusqu'à Bruxelles est condamné à vingt-cinq ans de réclusion pour complicité. Un autre passeur, dont la complicité idéologique n'est pas avérée mais qui aurait fait passer Abaaoud en Europe, le clandestin marocain Rédouane El Amrani Ezzerifi est condamné plus légèrement à sept ans d’emprisonnement pour « association de malfaiteur terroriste criminelle ».
Lors de son procès en appel, il continue de nier avoir voulu commettre une tuerie de masse mais seulement viser des fonctionnaires de la Commission européenne. Pour l'accusation, cette affirmation est incompatible avec l’arsenal du l'assaillant (300 munitions) : « le but de M. El-Khazzani était de faire le plus de victimes possible (...) Il ne faut pas redonner à El-Khazzani l’occasion de recommencer ce qu’il n’a pas pu exécuter ». Le 8 décembre 2022, il est condamné en appel à la même peine, la réclusion criminelle à perpétuité assortie d'une période de vingt-deux ans de sûreté, ainsi qu'une interdiction définitive du territoire français. La Cour relève la dangerosité de l'accusé et ses dénégations incohérentes : « l'accusé a été dans l'incapacité de dire comment il aurait pu reconnaitre des membres de la Commission européenne » parmi les passagers du train.

## Conséquences sur la sécurité dans les gares et les trains
La SNCF annonce lancer un « numéro national de signalement des situations anormales ». Le numéro d'appel 3117, existant déjà pour les « victimes ou témoins d’un malaise, d’un vol, d’un acte de violence, ou tout autre danger », sera également utilisé pour un dispositif de vigilance citoyenne,. Le président de la société, Guillaume Pepy, annonce également un renforcement des patrouilles dans les trains avec 3 000 agents de la Sûreté ferroviaire. Selon Guillaume Pepy, la fermeture des quais et le contrôle systématique des bagages ne sont pas envisageables, en raison d'un trafic vingt fois plus élevé que pour le transport aérien ; ils peuvent en revanche être faits aléatoirement. Des contrôles aléatoires des bagages sont envisagés par le secrétaire d’État aux Transports, malgré les risques évoqués de discrimination.
Le jour de l'attentat, le porte-parole du gouvernement belge, Frédéric Cauderlier, annonce un renforcement des mesures de sécurité dans les trains et les gares en Belgique. Le chef du gouvernement belge, Charles Michel, convoque le Comité stratégique du renseignement et de la sécurité et des mesures sont prises le 22 août 2015.
Le 29 août 2015, une réunion est organisée à l'hôtel de Beauvau, entre les ministres des affaires intérieures et des transports de neuf pays européens (France, Suisse, Allemagne, Italie, Royaume-Uni, Belgique, Espagne, Luxembourg et Pays-Bas) pour évoquer l'amélioration de la sécurité dans les trains et l'échange de renseignements.
La principale mesure annoncée est l'intensification des « échanges d'information [...] notamment en utilisant toutes les possibilités du Système d'information Schengen » (SIS), base de données communes aux polices européennes,.
Après les attentats de Paris du 13 novembre 2015, des portiques de sécurité pour l'entrée du Thalys à la gare du Nord et à la gare de Lille-Europe sont installés.

## Hommages

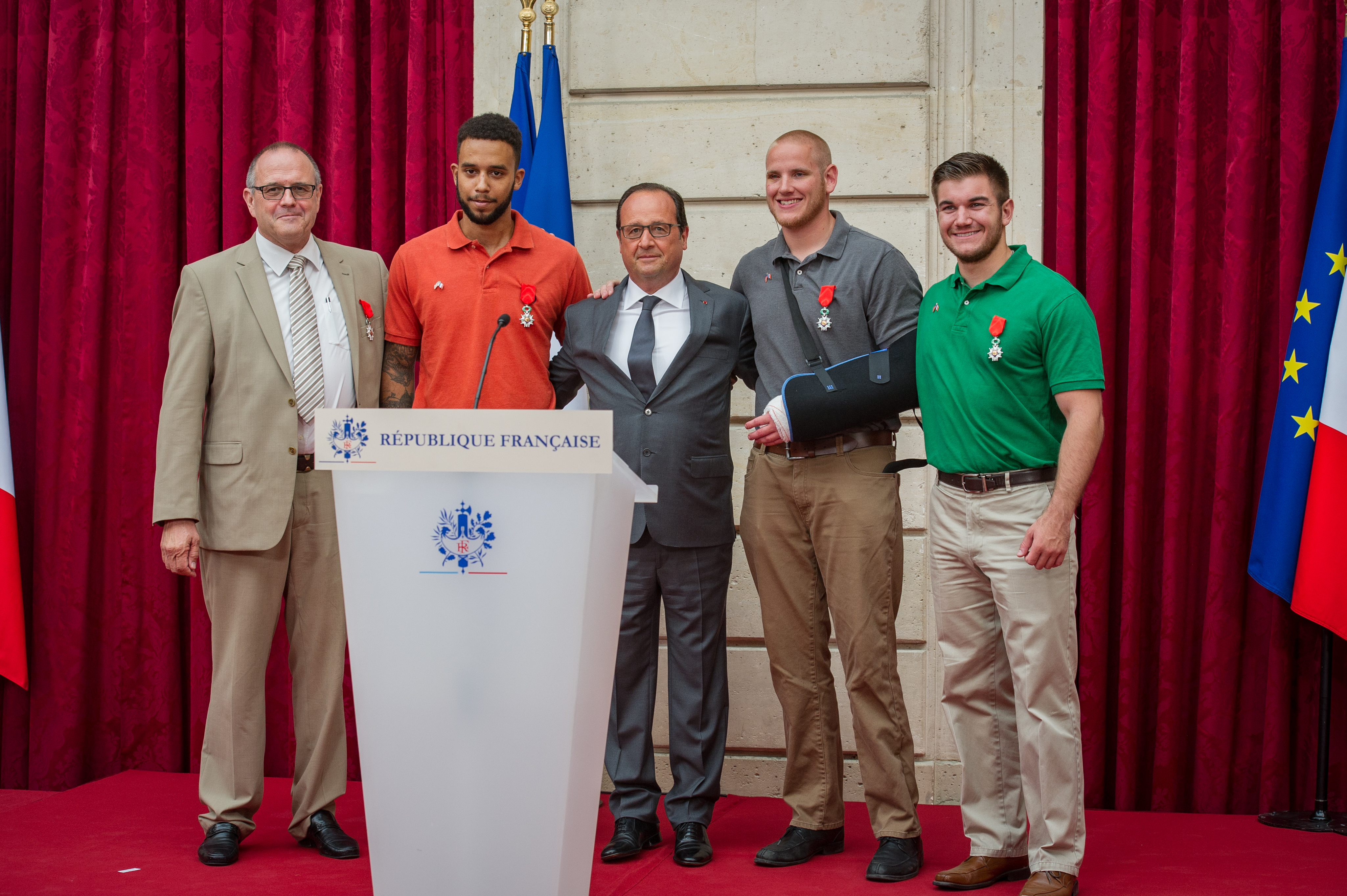
Chris Norman, Anthony Sadler, le président de la République François Hollande, Spencer Stone et Alek Skarlatos après la cérémonie de remise de la médaille de la Légion d'honneur au palais de l'Élysée, le 24 août 2015.

En raison de la grande quantité d'armes et de munitions portées par le terroriste, l'opinion quasi unanime est qu'un massacre a été évité de peu,,. L'attitude des passagers ayant arrêté le forcené, en particulier celle des trois Américains, a été saluée unanimement. La ville d'Arras leur décerne la médaille de la ville. Le ministre de l'Intérieur, Bernard Cazeneuve, ainsi que le Premier ministre français, Manuel Valls expriment leur gratitude. À l'étranger, le président des États-Unis, Barack Obama, fait part lui aussi de sa fierté et de ses remerciements à ses compatriotes américains, et les reçoit plus tard à la Maison-Blanche. Le joueur de football Allemand Thomas Müller se dit très fier que l'un de ces héros portait un maillot de football marqué de son nom et l'invite au Bayern Munich. 
Le 24 août 2015, le président de la République François Hollande décore les Américains Anthony Sadler, Aleksander Skarlatos et Spencer Stone, ainsi que le Britannique Chris Norman, de la Légion d'honneur lors d'une cérémonie au palais de l'Élysée. Un communiqué de presse précise que « Damien », le passager français qui souhaite garder l'anonymat, et le passager franco-américain Mark Moogalian, hospitalisé à Lille, recevront eux aussi la distinction honorifique française ultérieurement.
Le 31 janvier 2019, Anthony Sadler, Alek Skarlatos et Spencer Stone participent à une cérémonie organisée à Sacramento (Californie) par le consul général de France à San Francisco, Emmanuel Lebrun-Damiens, qui leur remet symboliquement leur certificat de naturalisation. Les trois hommes avaient demandé à obtenir la nationalité française en avril 2018. Leur naturalisation est publiée au Journal officiel du 20 septembre 2018 et ils deviennent Français rétroactivement à la date du dépôt de leur demande, en avril 2018. Selon Alek Skarlatos, interrogé par l'AFP, « c'était important pour nous de devenir citoyens français parce que nous avons un lien tellement fort avec la France maintenant (...) ».

## Représentation au cinéma
La tentative d'attentat est le thème central du film Le 15 h 17 pour Paris du réalisateur américain Clint Eastwood, sorti en février 2018. L'histoire est basée sur le livre écrit par les trois Américains ayant neutralisé l'auteur de l'attaque, intitulé The 15:17 to Paris, The True Story of a Terrorist, a Train, and Three American Heroes,. Spencer Stone, Alek Skarlatos et Anthony Sadler jouent leurs propres rôles dans le film.